# Gunnar Ekstrand
Gunnar Ekstrand (Göteborg, 19 de gener de 1892 – Göteborg, 10 de juny de 1966) va ser un saltador suec que va competir a començaments del segle XX i que va disputar dues edicions dels Jocs Olímpics.
El 1912 va prendre part en la prova de palanca alta del programa de salts dels Jocs Olímpics d'Estocolm. En fou eliminat en sèries.
Vuit anys més tard, un cop finalitzada la Primera Guerra Mundial, va disputar dues proves del programa de salts dels Jocs d'Anvers: en el salt de trampolí de 3 metres fou cinquè i en el salt de palanca de 10 metres quedà eliminat en sèries.